# Bintang Timur Atambua FC
Bintang Timur Atambua Football Club is een Indonesische voetbalclub uit Atambua op het eiland Timor. Bintang Timur speelt zijn thuiswedstrijden in het Lapangan Sepak Bola Bintang Timur, een sportcomplex met een capaciteit van 500 plaatsen. De thuiswedstrijden van de club worden gespeeld in een rood-wit tenue.

## Algemeen
Bintang Timur Atambua FC werd opgericht in 2015. De club heeft ook tijdelijk in 2022 de naam Bintang Timur SoE Generation FC gedragen.
Sinds 2015 strijd de club jaarlijks in het Provinciaal voetbalkampioenschap van Oost-Nusa Tenggara om de El Tari Memorial Cup. 2019 werd Bintang Timur derde in Groep D, met 1 punt achterstand op de nummer 2 Persada Sumba Barat Daya en liep daarmee kwalificatie voor de achtste finales mis. In 2022 werd Bintang Timur laatste van Groep B in de groepsfase.

## Beloftenelftal
De Nederlandse voetbaltrainer Bert Pentury heeft de jeugdopleiding vormgegeven. 
Bingtang Timur JO17 won in het seizoen 2024/25 de provinciale Soeratin bekercompetitie.

## Erelijst
| Competitie                         | Winnaar | Winnaar | Runner up | Runner up |
| Competitie                         | Aantal  | Jaren   | Aantal    | Jaren     |
| ---------------------------------- | ------- | ------- | --------- | --------- |
| Afdeling Oost-Nusa Tenggara (PSSI) |         |         |           |           |
| Provinciaal voetbalkampioenschap   | 1×      | 2024    | 1×        | 2023      |